# Aerangis brachycarpa
Aerangis brachycarpa är en orkidéart som först beskrevs av Achille Richard och fick sitt nu gällande namn av Théophile Alexis Durand och Hans Schinz. 
Aerangis brachycarpa ingår i släktet Aerangis och familjen orkidéer. Inga underarter finns listade i Catalogue of Life.

## Bildgalleri

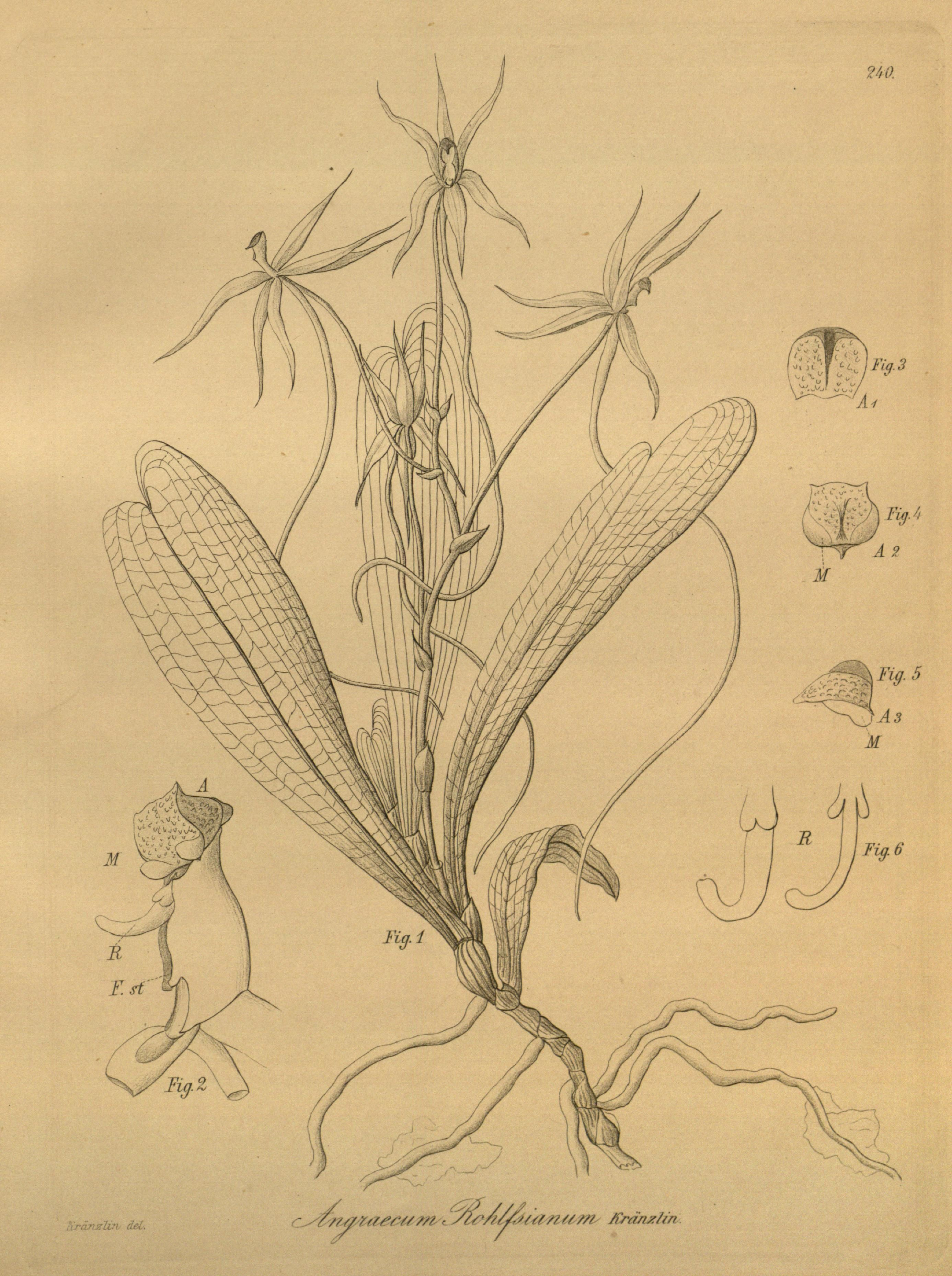